# Motocyklowe Grand Prix Indonezji
Motocyklowe Grand Prix Indonezji – była eliminacja Mistrzostw Świata Motocyklowych Mistrzostw Świata rozgrywana od 1996 do 1997 roku. Wyścigi odbywały się na torze Sentul International Circuit w Bogor.

## Lista zwycięzców
| Rok  | Data             | Moto3           | Moto2          | MotoGP          |
| ---- | ---------------- | --------------- | -------------- | --------------- |
| 2022 | 20 marca 2022    | Dennis Foggia   | Dennis Foggia  | Miguel Oliveira |
| Rok  | Data             | 125 cm³         | 250 cm³        | 500 cm³         |
| 1997 | 28 września 1997 | Valentino Rossi | Max Biaggi     | Tadayuki Okada  |
| 1996 | 7 kwietnia 1996  | Masaki Tokudome | Tetsuya Harada | Mick Doohan     |